# 細柳原
细柳原，陕西省西安市的地名。得名可能跟汉代将军周亚夫的细柳营有关，位置以今西安市长安区西柳镇为中心，在镐京乡以南，沣惠乡和兴隆乡以北，郭杜镇以西，沣河以东。